# Grafton, Illinois
Grafton là một thành phố thuộc quận Jersey, tiểu bang Illinois, Hoa Kỳ. Năm 2010, dân số của thành phố này là 674 người.

## Dân số
Dân số qua các năm:
- Năm 2000: 609 người.
- Năm 2010: 674 người.